# رطية أنيقة

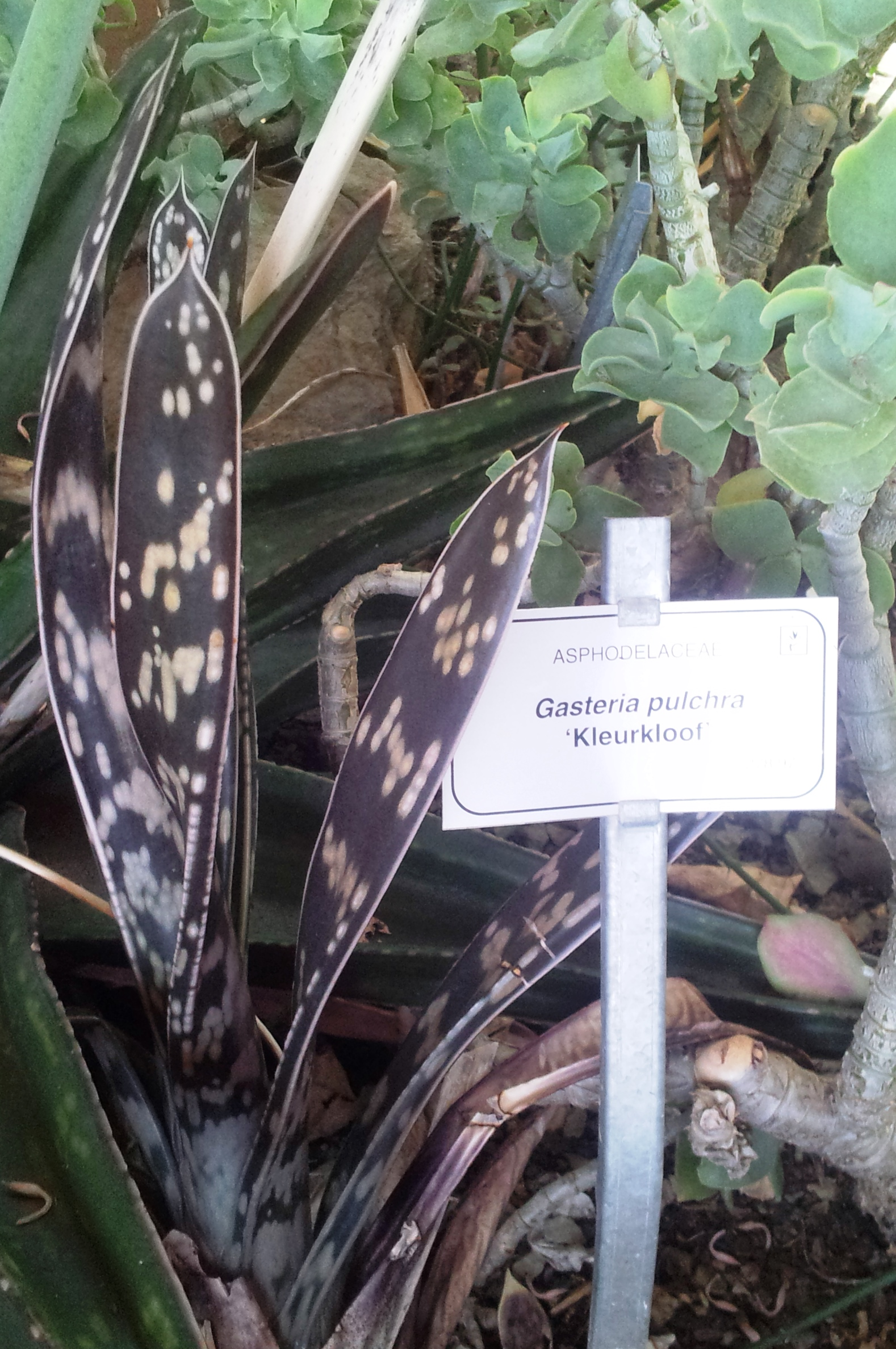
تفاصيل ورقة نبات صغير

رَطِيَّة أنيقة نبات عصاري من جنس رطية في جنوب إفريقيا. أوراقها لحمية مثلثة الزوايا، لونها إلى الخضار الألعس يعلوه تبقيج أبيض وأحمر.